# スティーブ・ウィリアムス
スティーブ・ウィリアムス（Steve "Dr. Death" Williams、本名：Steven Franklin Williams、1960年5月14日 - 2009年12月29日）は、アメリカ合衆国のプロレスラー。コロラド州レイクウッド出身。
主戦場としていた日本では、アメリカでのニックネーム「ドクター・デス（Dr. Death）」を意訳した「殺人医師」の異名で知られた。

## 来歴

### 初来日以前
オクラホマ大学時代からアメリカンフットボールとレスリングで才能を発揮し、レスリングでは大学選手権4連覇を達成。フットボールではオクラホマ・スーナーズのレギュラーとしてカレッジフットボールで活躍、卒業後はUSFLのニュージャージー・ジェネラルズに入団した。
プロレス入りしたのは1982年。当初はUSFLのオフシーズンのみリングに上がっており、1983年から本格的にプロレスラー活動を始める。大学の先輩でウィリアムスをスカウトしたビル・ワットの主宰するMSWA（後のミッドサウス版UWF）を主戦場に、アスリート系のベビーフェイスとして、キングコング・バンディ、ワンマン・ギャング、カマラ、ニコライ・ボルコフ、クラッシャー・クルスチェフらと対戦した。後にヒールに転向して、テッド・デビアスやヘラクレス・ヘルナンデスと共闘。ジム・ドゥガン、マグナムTA、ロックンロール・エクスプレス、そして後にタッグを組むテリー・ゴディ&マイケル・ヘイズのファビュラス・フリーバーズなどと抗争した。
1985年にはテキサス州ダラスのWCCWにもゲスト参戦しており、クリス・アダムスやジノ・ヘルナンデスと組んでケビン・フォン・エリックやケリー・フォン・エリック、ザ・グレート・カブキとも対戦。同年12月25日のクリスマス興行では、日本から遠征してきたアントニオ猪木とシングルマッチで初対戦している。

### 新日本プロレス時代
1986年7月、新日本プロレスの『バーニング・スピリット・イン・サマー』に初来日。ハクソー・ヒギンズやアレックス・スミルノフが同時参戦したシリーズの外国人エースを務め、8月5日の両国国技館大会では、メインイベントで猪木とのシングル対決が組まれた。パワフルかつスピーディーなファイトで高評価を得たが、同年10月の再来日での猪木戦において、猪木が受け身に失敗して失神した際に、そのままフォールを取りに行くという対応をしてしまい、判断力の無さを露呈する。以降、後に参戦してきたクラッシャー・バンバン・ビガロやビッグバン・ベイダーに次ぐ3番手外国人への降格を余儀なくされた。
アメリカでの主戦場UWFでは1987年7月11日、ビッグ・ババ・ロジャースを破りUWF世界ヘビー級王座を獲得したが、ジム・クロケット・ジュニアのUWF買収に伴いタイトルは封印され、NWAのジム・クロケット・プロモーションズ（後のWCW）に移籍。1988年9月からはマイク・ロトンドのパートナーとしてバーシティ・クラブに加入し、翌1989年4月2日にロード・ウォリアーズからNWA世界タッグ王座を奪取した。
新日本プロレスへの参戦末期はサルマン・ハシミコフ率いるレッドブル軍団との対抗戦において、ブラッド・レイガンズを参謀格にアメリカン・チームの主軸を担い、1990年2月10日の東京ドーム大会ではハシミコフから勝利を収めた。

### 全日本プロレス時代
1990年2月21日、全日本プロレスに初参戦。以降は全日本を日本での主戦場とし、最強外国人の一角として日本陣営と激闘を展開した。アメリカでの抗争相手でもあったテリー・ゴディとのタッグチームは、ゴディの異名「人間魚雷」とウィリアムスの異名「殺人医師」を合成して殺人魚雷と呼ばれた。このコンビで1990年と1991年の2年連続で世界最強タッグ決定リーグ戦に優勝するなどの活躍を見せた。
本国アメリカでもゴディとのコンビでWCWに参戦し、1992年7月5日にスタイナー・ブラザーズ（リック・スタイナー&スコット・スタイナー）を破りWCW世界タッグ王座を、1週間後の7月12日にはトーナメント決勝でバリー・ウインダム&ダスティン・ローデスを破り復活版NWA世界タッグ王座を獲得。二冠王となり両タッグ王座の統一を果たした。以降、リッキー・スティムボート&ニキタ・コロフ、アーン・アンダーソン&ボビー・イートンなどのチームと防衛戦を行い、9月21日にウインダム&ローデスに敗れるまで戴冠した。
ゴディのWCW退団後はスティングやベイダー、そしてスタニング・スティーブ・オースチンとタッグを組んだこともあった（オースチンの本名はスティーブ・ウィリアムスであり、同姓同名のタッグということになる）。シングルでは12月28日開催の『スターケード1992』において、ロン・シモンズが保持していたWCW世界ヘビー級王座に挑戦している。
ウィリアムスが全日本マットにおいてシングル戦線に名乗りを上げたのは、1993年夏、パートナーのゴディが心疾患により長期欠場し始めた頃からである。9月に三沢光晴の三冠ヘビー級王座に挑戦するはずだったゴディの欠場により、ウィリアムスと小橋健太の間で三冠挑戦者決定戦が行われ、ウィリアムスが勝利。この試合で小橋に放った急角度のバックドロップを、全日本プロレス中継で実況の佐藤啓アナウンサーは「バックドロップ・ドライバー」と表現した。
三沢との王座戦には敗れたものの、翌1994年、第14回チャンピオン・カーニバル準優勝の実績を残し、7月28日に再挑戦。2年間にわたり王座を保持していた三沢を破り、第11代三冠ヘビー級チャンピオンとなる。1回の王座防衛後、10月22日に川田利明に敗れるまで保持した。
1995年、第15回チャンピオン・カーニバル直前に「家庭の事情」という名目で来日キャンセル。実際は鎮痛剤の大量保持による入国禁止で、当時はこの事情は伏せられていたが、1997年春にハルシオンの大量保持で書類送検された際に公表された。1996年、第16回チャンピオン・カーニバルで1年ぶりの復帰を果たしたが、技のキレがなくなったことを三沢に指摘され、パンチを多用し始めたことにも批判を受けた。小橋、ジョニー・エース、パトリオットがGETを結成すると、対抗してゲーリー・オブライト、ザ・ラクロスとともにTOP（トライアングル・オブ・パワー）を結成した。

### WWF時代
1998年6月を最後に全日本プロレスを離脱してWWF（現：WWE）に移籍。彼をプッシュするために企画されたシュート大会 "WWF Brawl for All" に出場したが、7月14日の1回戦でケベッカー・ピエールを破るも、7月27日の準々決勝でバート・ガンにKO負けを喫し、短期間で姿を消す。逆にバート・ガンは、この後「ウィリアムスをKOした男」として全日本プロレスの常連外国人となった。
その後、1999年2月22日のロウ・イズ・ウォーに覆面を被って登場し、試合中のバート・ガンを急襲。3月15日のロウではハーディー・ボーイズとの1対2のハンディキャップ・マッチで勝利を収め、3月29日にはボブ・ホーリーのWWFハードコア王座に挑戦したが、継続参戦することはなかった。なお、WWFではMSWAから初期WCWを通しての旧知の間柄であるジム・ロスがマネージャー役を務めていた（当時、ロスは一時的にヒールのポジションに回っていた）。

### 全日本プロレス復帰
1999年5月、東京ドームでのジャイアント馬場引退記念興行に出場した後、2000年より本格的に全日本マットに復帰し、2月20日にベイダーと組んで小橋&秋山準から世界タッグ王座を奪取。選手の大量離脱後のプロレスリング・ノア発足時にも、全日本プロレスに継続参戦した。
2000年10月9日、新日本プロレスの東京ドーム大会での全日本と新日本との対抗戦において、両団体の最強外国人レスラー対決としてスコット・ノートンと対戦。必殺技のバックドロップでピンフォール勝ちを奪った。同年の世界最強タッグリーグ戦ではマイク・ロトンドとのバーシティ・クラブ21で9年ぶりの優勝を飾った。2001年1月28日には全日本プロレスの東京ドーム大会において、WWFでKOされたマイク・バートンとの一騎打ちを制す。7月14日には武藤敬司に渡った三冠ヘビー級王座に、全日本陣営の挑戦者として挑戦した。

### IWAジャパン時代 - 咽頭癌の発覚
2003年からはIWAジャパンをホームリングとし、三宅綾をパートナーにタイガー・ジェット・シンやフレディ・クルーガーと対戦。11月30日には三宅とのコンビでIWA世界タッグ王座を獲得した。
2004年3月14日、かねてから願望があった総合格闘技に挑戦し、アレクセイ・イグナショフと対戦。この挑戦は、咽頭癌の手術代を稼ぎ出すためのものとも言われるが、2007年3月に『週刊プロレス』に掲載されたインタビューによれば、ウィリアムスが癌の告知を受けたのは試合日直前であったとされる。こうした事情もあり、試合では1ラウンドでKO負けしたものの、それを非難する者はいなかった。
2004年7月に来日した際、自身が咽頭癌に罹患していることを公表する。一時危篤状態に陥るものの声帯を全摘出する手術を行った。

### 手術の成功 - プロレス界への復帰
手術は成功し、健康状態は一旦回復した。体重は全盛期から20kgほど減ったものの、IWAミッドサウス、OVW、WLWなどのインディー団体に時折出場していた。また、友人でもあるジョニー・エースの依頼でWWEのファーム選手のコーチに就任した他、自身の闘病経験を教会で語るなど社会活動にも取り組むようになった（声帯を全摘出したために固形物の嚥下は不可能だったものの、発声用の機械を埋め込んでいたため音声による会話は可能だった）。2007年3月には闘病記『How Dr. Death became Dr. Life』を発表している。
2009年5月、IWAジャパン15周年記念興行に来日したが、秋頃に咽頭癌が再発した。10月に予定されていた引退記念試合は延期となり、抗がん剤治療など回復に専念していたが、12月29日に死去。49歳没。
2020年、WWE殿堂のレガシー部門に迎えられた。

## 追記
- 全日本プロレスで脳天から叩き落とす危険な技の応酬のスタートのきっかけを作ったのは、1993年8月31日豊橋大会における、小橋との三冠挑戦者決定戦でウィリアムスが放った「デンジャラス・バックドロップ」である。この技は1990年にシングル戦で谷津嘉章にあばら骨を骨折させる大怪我をさせ[33]、しばらく封印していたものである。また、93年8月31日の小橋戦以前に垂直落下式ブレーンバスターも使っていた。小橋戦以降、三沢が「タイガードライバー'91」を解禁、危険な角度の投げ捨て式ジャーマン・スープレックスも使用。さらに後に「エメラルド・フロウジョン」を考案。小橋は「バーニング・ハンマー」「ハーフネルソン・スープレックス」「スリーパー・スープレックス」、川田は「三冠パワーボム」「垂直落下式ブレーンバスター」「垂直落下式バックドロップ」、田上明は急角度の「怪物ジャーマン・スープレックス」、秋山は「リストクラッチ式エクスプロイダー」、ジョニー・エースは「コブラクラッチ・スープレックス」「ジョニー・スパイク」等、トップ選手が次々と脳天直下型の受身が取りにくい危険技を使用し始めた。
- 1990年10月、全日本プロレスのライバル団体だったSWSの旗揚げ興行において、突如客席を訪れて観戦した。その感想を尋ねられた際「（SWSという団体の）成功は無い」と断言したという。そのウィリアムの言葉通りにSWSは、部屋同士の派閥争いや興行収益の不振などで1992年6月に2年と持たずに崩壊した。
- 2000年6月の全日本プロレス分裂で、三沢など離脱組の最後の売り興行けじめ参戦の際、ジャイアント馬場を尊敬していたウィリアムスは三沢を襲う素振りをしていたが、生前の馬場は場外乱闘を嫌っていたため実行に移さず、三沢と握手をして別れた。CS番組での仲田龍の発言によると、このことが原因で後にプロレスリング・ノアのマットに上がる機会を逸したとのこと。番組ではウィリアムス側からノア参戦の要望を断ったとコメントした。
- 上記の一方で、ウィリアムス自身はノアを高く評価しており、自身の教え子がNOAH（ほかに新日本、全日本）で修行出来れば良いという希望を述べている[34]。
- 入場テーマ曲はキッスの『勇士の叫び（I Love It Loud）』。後にタッグを組んでいたゴディも単独で使用した。総当たりシングル戦のチャンピオン・カーニバルでの対ゴディ戦では、ウィリアムスとゴディの双方が同じテーマ曲で入場した。
- UWF所属時代や新日本プロレス参戦初期の入場テーマ曲はブルース・スプリングスティーンの『ボーン・イン・ザ・U.S.A.』を使用した。全日本ではバリー・ウインダムがウィリアムスよりも以前に同曲を入場曲に使用していたため、ゴディ、木原文人リングアナと控え室で選曲を行っていたところ、たまたま居合わせたダスティ・ローデス・ジュニアがヘッドホンステレオで聴いていた『勇士の叫び』を薦めたという。
- 殺人魚雷コンビ結成当初は入場曲がかかると同時にゴディと2人そろって全速力でリングに入り交互にロープワークするのがお決まりだった。
- 殺人魚雷コンビ全盛のころ、宮城県スポーツセンターで行われた最強タッグ選手権試合の際、人気絶頂の彼らの入場口には多くの観客が集まり、テープやカメラを片手に今か今かと入場を待っていた。いつもであれば、ゴディを先頭に余裕たっぷりに現れるはずが、ドアが開くと同時に椅子を持ったウィリアムスが凄まじい勢いで入場。意表をつかれた観客らは蜘蛛の子を散らすように逃げまどった。椅子はなぎ倒された上に転倒者が続出し、周囲はさながら阿鼻叫喚の地獄絵図と化した。
- 殺人魚雷の2人は公私ともに親しく、ゴディのスタン・ハンセンとの三冠王者戦に、ウィリアムスがリング外でゴディを介抱するなど、半ば加勢するような形を取っていた。この試合で敗退したハンセンは、ウィリアムの介入に激怒していた。
- レスリングの強豪ではあったが、プロレスの試合ではゴツゴツとした不器用な面が目立っていた。似たようなタイプのハンセンとのシングル戦を全日本プロレスの自主制作ビデオで解説した馬場は、苦笑しながら「僕はこの人たちが一体何をしたいのか全然分かりませんね」と語っていた。その他にも「体が硬い」「受身の勉強不足で頭から落ちてしまう」など、馬場からは辛口の評価が多かった。

## 得意技
- デンジャラス・バックドロップ[2]
- ドクター・ボム[2]
- オクラホマ・スタンピード[2]
- 投げ捨て式ジャーマン・スープレックス[1]
- ショルダー・ブロック
- リフトアップ・スラム

## 獲得タイトル
全日本プロレス
- 三冠ヘビー級王座：1回[19]
- 世界タッグ王座：8回（w / テリー・ゴディ×5、ゲーリー・オブライト、ベイダー、ジョニー・エース）[23]
- 世界最強タッグ決定リーグ戦 優勝：3回（1990年・1991年：w / テリー・ゴディ、2000年：w / マイク・ロトンド）

NWA / WCW
- NWAミッドアトランティック・ヘビー級王座（復活版）：1回[35]
- NWA世界タッグ王座（ミッドアトランティック版）：1回（w / マイク・ロトンド）[12]
- NWA USタッグ王座（ミッドアトランティック版）：1回（w / ケビン・サリバン）[36]
- NWA世界タッグ王座（復活版）：1回（w / テリー・ゴディ）[15]
- WCW世界タッグ王座：1回（w / テリー・ゴディ）[12][16]

MSWA / UWF
- ミッドサウス・タッグ王座：2回（w / テッド・デビアス）[37]
- UWF世界ヘビー級王座：1回[11]
- UWF世界タッグ王座：1回（w / テッド・デビアス）[38]

ACW
- ACWヘビー級王座：1回

UWF
- UWF世界ヘビー級王座（Herb Abrams派）：1回
- UWF TV王座（Herb Abrams派）：1回

IWAジャパン
- IWA世界タッグ王座：1回（w / 三宅綾）[28]

WWE
- WWE殿堂（レガシー部門）：2020年[32]

## 戦績
| 総合格闘技 戦績 | 総合格闘技 戦績 | 総合格闘技 戦績 | 総合格闘技 戦績 | 総合格闘技 戦績 | 総合格闘技 戦績 | 総合格闘技 戦績 |
| --------------- | --------------- | --------------- | --------------- | --------------- | --------------- | --------------- |
| 1 試合          | (T)KO           | 一本            | 判定            | その他          | 引き分け        | 無効試合        |
| 0 勝            | 0               | 0               | 0               | 0               | 0               | 0               |
| 1 敗            | 1               | 0               | 0               | 0               | 0               | 0               |

| 勝敗 | 対戦相手                 | 試合結果             | 大会名                        | 開催年月日    |
| ×    | アレクセイ・イグナショフ | 1R 0:22 KO（膝蹴り） | K-1 BEAST 2004 〜新潟初上陸〜 | 2004年3月14日 |